# چیزورو آرای
چیزورو آرای (انگلیسی: Chizuru Arai؛ زادهٔ ۱ نوامبر ۱۹۹۳) جودوکار اهل ژاپن است.